# I. e. 172
Évszázadok: i. e. 3. század – i. e. 2. század – i. e. 1. század
Évtizedek: i. e. 220-as évek – i. e. 210-es évek – i. e. 200-as évek – i. e. 190-es évek – i. e. 180-as évek – i. e. 170-es évek – i. e. 160-as évek – i. e. 150-es évek – i. e. 140-es évek – i. e. 130-as évek – i. e. 120-as évek
Évek: i. e. 177 – i. e. 176 – i. e. 175 – i. e. 174 –  i. e. 173 – i. e. 172 – i. e. 171 – i. e. 170 – i. e. 169 – i. e. 168 – i. e. 167

## Események

### Róma
- Caius Popillius Laenast és Publius Aelius Ligust választják consulnak. Először fordul elő, hogy mindkét consul plebeius származású. Mindketten Liguriát kapják tartományul. Az előző évi consul, Marcus Popillius Laenas (C. Popillius testvére) elmarasztalási ügye miatt konfliktus alakul ki a szenátus és a consulok között. Utóbbiak csak minimális szinten hajlandóak feladataikkal törődni, a szenátus pedig nem szavaz meg számukra hadsereget. Ezalatt M. Popillius újból rátámad a statelli ligurokra (akik miatt elmarasztalták). Igazságtalan háborúja miatt újabb felkeléshullám indul Liguriában.
- II. Eumenész pergamoni király Rómába utazik, hogy segítséget kérjen Perszeusz makedón király ellen. Hazaútján Delphoinál a Perszeusz által felbérelt orgyilkosok egy szűk ösvényen sziklákat gördítenek a királyra, aki súlyosan megsérül.
- A szenátus a következő évre halasztja a makedón háború megindítását, de megkezdik az előkészületeket. Cn. Sicinius praetort egy újonnan sorozott sereggel átküldik Illíriába.

### Hellenisztikus birodalmak
- Iaszón jeruzsálemi főpap elküldi az adót IV. Antiokhosz szeleukida királynak, de követe, Menelaosz több pénzt ígér a királynak, így Antiokhosz őt nevezi ki főpapnak. Hogy ígéretét teljesíteni tudja, Menelaosz eladja a Templom szent edényeit, mire III. Oniás korábbi főpap a templom kirablásával vádolja. Menelaosz a botrány kirobbanása előtt megöleti Oniást.

## Fordítás
- Ez a szócikk részben vagy egészben  a(z)   172 BC című angol Wikipédia-szócikk ezen változatának fordításán alapul.  Az eredeti cikk szerkesztőit annak laptörténete sorolja fel. Ez a jelzés csupán a megfogalmazás eredetét és a szerzői jogokat jelzi, nem szolgál a cikkben szereplő információk forrásmegjelöléseként.